# Imoh Ezekiel

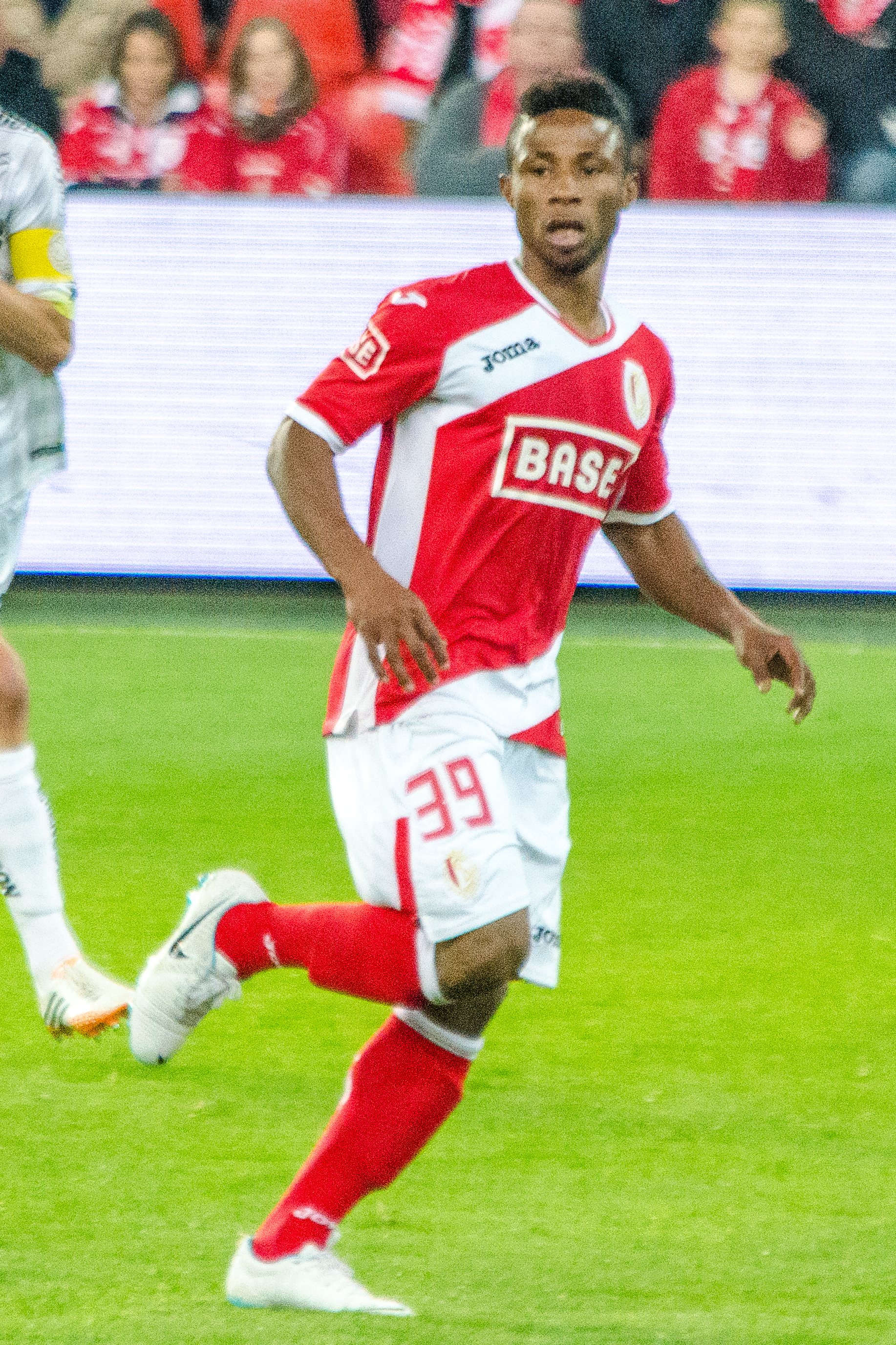
Imoh Ezekiel

Imoh Ezekiel, född 24 oktober 1993 i Lagos, är en nigeriansk fotbollsspelare.
Ezekiel blev olympisk bronsmedaljör i fotboll vid sommarspelen 2016 i Rio de Janeiro.